# Вулиця Івана Підкови (Черкаси)
Ву́лиця Івана Підкови — вулиця в Черкасах.

## Розташування
Починається від провулка Залізничного і простягається на південний схід до вулиці Пастерівської. В районі вулиці Атамановського розривається.

## Опис
Вулиця вузька, не асфальтована.

## Походження назви
Вулиця утворена 1961 року і названа на честь Володимира Стасова, російського музичного та художнього критика. Сучасна назва на честь козацького кошового отамана Івана Підкови з 2022 року.

## Будівлі
Вулиця забудована приватними будинками.